# Tydzień Ewangelizacyjny w Dzięgielowie

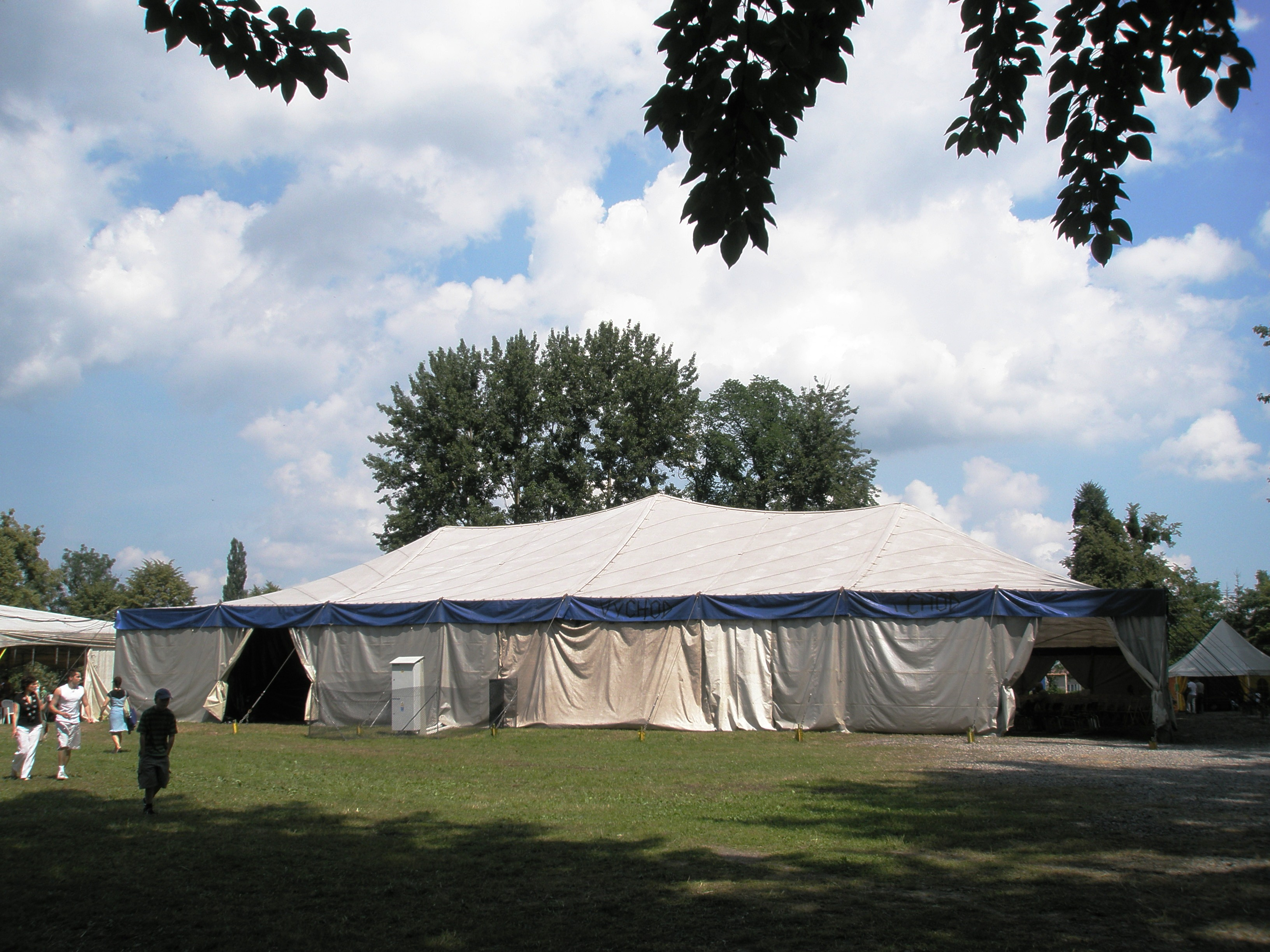
Namiot, w którym organizowane są główne spotkania podczas Tygodnia Ewangelizacyjnego w Dzięgielowie (2009)

Tydzień Ewangelizacyjny w Dzięgielowie – wydarzenie ewangelizacyjne organizowane corocznie w Dzięgielowie przez Kościół Ewangelicko-Augsburski w RP. Od 1997 jest organizowane przez Centrum Misji i Ewangelizacji.

## Historia
Pierwszy Tydzień Ewangelizacyjny jako Kurs Ewangelizacyjny zorganizowany został w 1950 roku w przybytomskich Miechowicach. Nawiązywał on do działalności w tym miejscu Ewy von Tiele-Winckler i skupiał m.in. takich działaczy ruchu społecznościowego jak ks. Alfred Jagucki, ks. Karol Kotula, siostra diakonisa Jadwiga Kunert i ks. Tadeusz Wojak. Tygodnie Ewangelizacyjne w Miechowicach odbywały się corocznie do 1957. Od tego roku zostały przeniesione do Dzięgielowa.
W 1984 roku główne ewangelizacje w ramach dorocznego Tygodnia Ewangelizacyjnego (TE) w Dzięgielowie przeniesiono do wielkiego namiotu cyrkowego, posiadającego 1200 miejsc siedzących. Władze państwowe zezwoliły na publiczne zawiadamiane o TE. Wydarzenie zaczęło skupiać coraz większe grupy osób, także spoza Kościoła Ewangelicko-Augsburskiego. W 1985 w TE uczestniczyło ok. 3000 wiernych. Głównym koordynatorem TE w latach 80. był lekarz medycyny Henryk Wieja (ur. 1954), a opiekę sprawował ks. Jan Szarek, senior Diecezji Cieszyńskiej Kościoła Ewangelicko-Augsburskiego. W okresie tym głównymi mówcami (ewangelistami) byli m.in. Samuel Kamaleison, Luis Palau, Ulrich Parzany, Tony Campolo, Ravi Zacharias. W latach 80. do grona liderów TE należała Alina Wieja.

## Współczesność
Od 1997 organizatorem TE jest Centrum Misji i Ewangelizacji. Czas trwania corocznej imprezy wynosi 8-9 dni. Na każdą z nich składają się wykłady biblijne, seminaria, koncerty z przesłaniem, spotkania w małych i dużych grupach, warsztaty, rozgrywki sportowe, zajęcia dla młodzieży i dzieci. Organizator udostępnia także kawiarnię, księgarnię i restaurację, na terenie stacjonują również zewnętrzne punkty gastronomiczne.